# Ла-Безоль
Ла-Безо́ль (фр. La Bezole) — коммуна во Франции, находится в регионе Лангедок — Руссильон. Департамент коммуны — Од. Входит в состав кантона Лиму. Округ коммуны — Лиму.
Код INSEE коммуны — 11090.

## Население
Население коммуны на 2008 год составляло 46 человек.
| 1962 | 1968 | 1975 | 1982 | 1990 | 1999 | 2008 |
| ---- | ---- | ---- | ---- | ---- | ---- | ---- |
| 28   | 32   | 35   | 27   | 38   | 42   | 46   |

## Экономика
В 2007 году среди 33 человек в трудоспособном возрасте (15—64 лет) 26 были экономически активными, 7 — неактивными (показатель активности — 78,8 %, в 1999 году было 73,1 %). Из 26 активных работали 21 человек (11 мужчин и 10 женщин), безработных было 5 (3 мужчин и 2 женщины). Среди 7 неактивных 4 человека были учениками или студентами, 1 — пенсионером, 2 были неактивными по другим причинам.